# Переводные рыцарские романы XVII века на Руси
Переводны́е ры́царские рома́ны попадают в Россию к началу XVII века, путем переводов с польского оригинальных западноевропейских текстов. На тот период классический жанр утрачивает прежнюю ценность в Европе и переходит в категорию массовой литературы.

### Введение
В XVII веке «рыцарские романы» определяются как «потешные(или народные (по определению А. М. Панченко)) книги», представляющие собой легкое, необременительное, но при этом увлекательное чтение. Та же участь постигает переводные тексты на Руси — их сюжеты едва ли напоминают средневековые классические рыцарские романы, и все без исключения относятся к жанру лубочной литературы. По мнению А. М. Панченко, для русского читателя XVII века больший интерес представляет не характер героя, который в классических рыцарских романах представляется героическим персонажем, преследующим часто «возвышенные цели» и строго следующим рыцарскому кодексу, а приключения и авантюры, в которые попадает герой романа в своем путешествии.

## Мотивы рыцарского романа и их переработка на Руси
Начиная с XII века в жанре европейского рыцарского романа начинают формироваться две основные сюжетные линии, одна из которых описывала приземленные любовные чувства рыцаря к возлюбленной, вторая — поиск чаши Грааля, движимый любовью другого рода, а именно тягой к божественному. В ходе дальнейшего развития жанра эти два типа, а именно роман рыцарский и любовно-авантюрный, будут подвергаться «постоянному взаимовлиянию», но породят при этом два разных мотивных и сюжетных пласта.
Обе эти ветви переводных рыцарских романов пришли на Русь на уже хорошо подготовленную почву. Основные мотивы этих текстов не были для русского читателя новаторскими, напротив, многие из них были и прежде распространены в фольклоре, а следовательно, хорошо знакомы русской читающей публике. К таким бродячим сюжетам относятся, например, битва со змеем, узнавание по кольцу и приворотное зелье. «Генетическое наследство» европейских рыцарских романов в виде мотивов из волшебных сказок и героического эпоса получило особое развитие в русской литературной среде и способствовало «сближению его поэтики с национальным эпосом».
Таким образом, совокупность мотивов переводного рыцарского романа на Руси представляет собой сложную систему, включающую фольклорный и эпический субстрат, а также сюжетные элементы из двух моделей европейского романа. Не всегда удаётся найти первоисточник того или иного мотива, так как многие из них существовали параллельно и в сказках, и в героическом эпосе, как, например, «бой отца с сыном — про соперничество отца и неузнанного сына за невесту». Продолжая традицию В. Я. Проппа и опираясь на исследование Л. А. Курешевой, можно составить таблицу мотивов и их предполагаемых источников в переводных рыцарских романах.
|                               | Сказочные по происхождению сюжеты и мотивы | Эпические мотивы и мотивы рыцарского романа | Мотивы любовно-авантюрного и куртуазного романа |
| ----------------------------- | --- | --- | --- |
| Повесть о Бове Королевиче     | 1. Царь приближает к себе героя за красоту или мастерство обещает ему в жены дочь или она влюбляется в героя 2. Героя посылают в неприятельское государство с письмом, содержание которого должно его погубить, он остается жив благодаря заступничеству дочери неприятеля | 1.Участие в турнире за честь дамы или за руку королевны 2. Богатырский конь 3. Герой сражается один против целого войска 4. Вместо битвы двух войск сходятся в поединке два богатыря | 1. Герой покоряет героиню красотой, мудростью, знанием наук, воинской доблестью, учтивым обхождением, умением играть на музыкальном инструменте, петь арии, танцевать 2. Героиня оказывается при смерти от вести о том, что герой собирается жениться на другой или полюбил другую. |
| Повесть о Брунцвике           | 1. Узнавание по кольцу 2. Лев-помощник | Бой со змеем | нет |
| Повесть о Василии Златовласом | 1.Свадебная поездка (добывание невесты хитростью), наказание гордой царевны 2. Царь приближает к себе героя за красоту или мастерство обещает ему в жены дочь или она влюбляется в героя.                                                                                  | нет | нет |
| Повесть о Петре Златых Ключей | 1.Вещий сон 2. Узнавание по кольцу | нет | 1. Дарение кольца или табакерки как знак избрания 2. Клятва хранить чистоту до брака 3. Бегство влюбленных 4. Буря на море, нападение разбойников, которые разлучают героя и героиню                                                                                                |

На основании табличных данных трудно выделить превалирующий источник мотивов, однако подобный мотивный анализ отображает разнообразие возможных мотивных источников переводного рыцарского романа на Руси и подчеркивает тесную связь переводного рыцарского романа на Руси с волшебной сказкой.
Помимо этого, на мотивную структуру переводных рыцарских романов на Руси повлияло и изменение авторского отношения к характеру своих героев. Писатели XVII века начинают отходить от свойственного средневековой литературе абсолютизма в изображении характера, в котором переходы из исключительно доброго в исключительно злое состояние случаются крайне редко и, как правило, посредством «мгновенной метаморфозы». Изменчивость человеческого характера не только становится возможной, но и начинает вызывать авторский интерес, писатель «доискивается причин такой изменчивости». Благодаря Д. С. Лихачёву это явление получило название «открытие характера».

## Критика
Переводной рыцарский роман XVII века на Руси был популярен в качестве беллетристики, как писал А. М. Панченко: «в беллетристике не искали „душеполезности“ и не боялись отклонений от неё». Массовый читатель был доволен тем, что может узнавать об удивительных приключениях, наслаждаясь «неофициальным» чтением. Язык переводных романов не был сложен к пониманию: большая часть романов за основу брала польские источники — «языка родственного и почти вразумительного», однако не все переводные тексты базировались только на них. Простой язык, по форме близкий к разговорному, понятная структура и неформальный стиль текстов стали магнитом для читателей XVII века. Переводом многих текстов занимались анонимные литераторы, которые по совместительству были и читателями этих романов, поэтому простота этих текстов была особенно примечательна для народа. По сути, тексты переводились читателями для других читателей, и не все из них владели искусством художественного перевода. Отсутствие сложных идей, восходящих к философии, смыслу бытия и нравственных поучений только сильнее привлекало людей к этому новому жанру на Руси.
Современники, видящие благо только в духовности, не питали такой же любви к переводным рыцарским романам, как массовый читатель. Многие деятели культуры считали рыцарский роман «явлением того же порядка, что и полуфольклорное „смехотворство“». Это и не удивительно, ведь образованные люди не видели смысла в развлекательной литературе. Иван Бегичев «малоизвестный деятель духовной культуры Руси XVII века <…> остро интересовался разного рода богословскими проблемами». Бегичев был недоволен популярностью рыцарских романов, считал, что они отнимают внимание от более важных книг и текстов, в его понимании от богословных: «Все вы, — писал одному из своих корреспондентов стольник Иван Бегичев, — кроме баснословные повести, глаголемые еже o Бове королевиче и мнящихся вам душеполезные быти, иже изложено есть от младенец, иже o куре и лисице, и o прочих иных таковых же баснословных повестей и смехотворных писм, — божественных книг и богословных дохмат никаких не читали». Бегичев упрекает людей за не проявление интереса к богословским проблемам и решение читать литературу, не несущую в себе просветительского зерна. В этом письме чувствуется нотка отчаяния из-за того, что распространение беллетристики остановить уже было нельзя.
К тому же, в XVII веке начало происходить отхождение литературы от церкви и религиозной тематики, а переводной рыцарский роман «ускоривал и углублял этот процесс». Массовый читатель тяготел к простому и занимательному. «В сознании русских людей, современников драматических событий XVII века, укрепилось убеждение в том, что „старые обычаи поисшаталися“; у них родилось смутное предчувствие чего-то нового, идущего на смену „испорушенной старине“». Поэтому переводные рыцарские романы были как никогда актуальны на Руси в XVII веке. Безусловно, в диахронии центр повествования в переводных рыцарских романах несколько сдвигается, это происходит во второй половине столетия: акцент делается не только на приключениях, но и на переживаниях человека. Отголоски этого читатель может уже найти в «Повести о Горе-Злочастии» и «Повести о Сухане». В переводных текстах появляется некоторая «душеполезность», на отсутствие которой сетовал Бегичев.
В первой половине XVII века были популярны переводные тексты о приключениях Бова-королевича («Повесть о Бове-королевиче») и Еруслана Лазаревича («Сказка о Еруслане Лазаревиче»). Эти произведения стали известными на Руси не только благодаря письменной традиции: они существовали до этого в устной передаче и/или параллельно с письменными вариантам.

## «Повесть о Бове-королевиче»

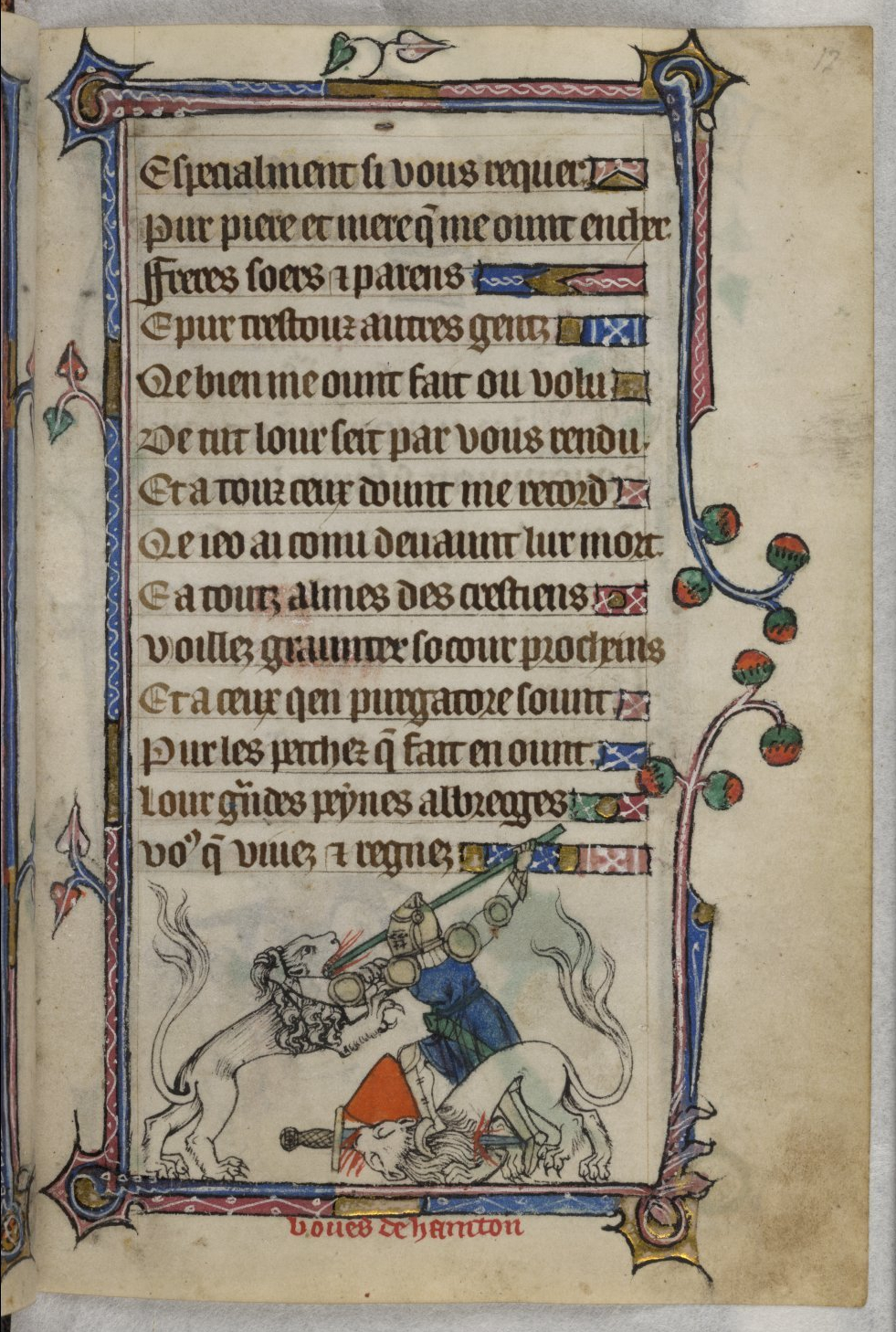
Страница рукописи на французском языке «Повести о Бове-королевиче»

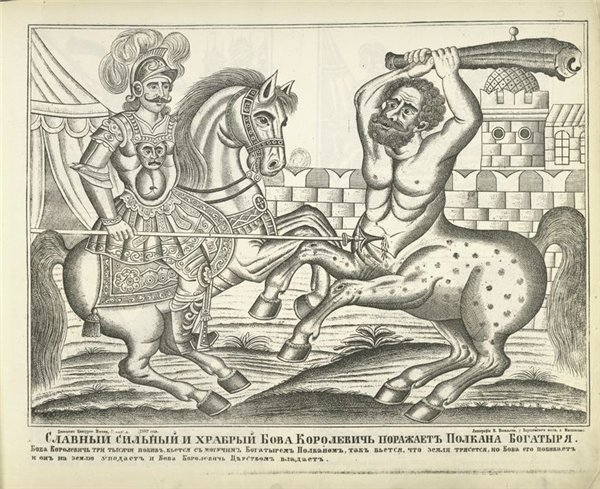
Славный сильный и храбрый Бова Королевич поражает Полкана богатыря

Одним из первых популярных переводных рыцарских текстов на Руси стала «Повесть о Бове-королевиче», которая вписывается в традиции русского фольклора. Исследователи объясняют это тем, что рыцарь Бова появляется в устной форме ещё во время крестовых походов в XIII веке, как герой chanson de geste. О популярности повести свидетельствуют многочисленные списки, в которые этот текст попал не только в XVII веке, но и в период средневековья (например, XV век). В. Д. Кузьмина выделяет четыре редакции повести: первая представлена белорусским списком и пятью русскими, вторая — пятью списками, отличающимися некоторыми изменениями сюжета и сильной адаптацией текста под русскую среду, а третья и четвёртая — обильным количеством рукописей.
«Повесть о Бове-королевиче» имеет различные интерпретации. Это связано с тем, что текст переводился с разных языков. Например, белорусская версия текста представляет собой куртуазный роман с неожиданными сюжетными поворотами, в русской версии куртуазность немного стирается, весь шик упрощается, а на первый план выходит герой, его личность и обстановка вокруг. Конечно, все это зависит от оригинального текста, источником которого мог быть как сербский, так и итальянский, и французский варианты.

### Сюжет
Сюжет произведения канонический: описываются приключения рыцаря Бова из города Антона, его любовные похождения, различные сражения, в которых Бова один на один сражается с Полканом, образ которого взят из славянской мифологии, и путешествия в дальние страны.

И Бова вышелъ из шатра, и услышалъ Бова, что Полканъ богатырь скачетъ. И Бова взял мечь, и селъ на добраго коня и без седла, и поехалъ противъ силнаго богатыря Полкана. И какъ сьезжаютца два силные богатыря, и Бова махнул Полкана мечем, и у Бовы мечь из рукъ вырвался и ушол до половины в землю. И Полканъ Бову ударил палицею, и Бова свалился с коня на землю мертвъ. И Полканъ скочи на Бовина коня, и добрый конь Бовинъ увиделъ Полкана, и закусил муштукъ и почелъ носить по лесамъ и по заразамъ31 и по кустамъ, и ободралъ по пояс ноги и мясо до костей.— СКАЗАНИЯ ПРО ХРАБРАГО ВИТЕЗЯ, ПРО БОВУ КАРАЛЕВИЧА

### Особенности
Текст является каноничным для жанра рыцарского романа XVII века: присутствуют фантастические и авантюрные элементы, любовная линия, которая раскрывается в духе рыцарских романов. Типичность текста для рыцарских романов отметил Хр. Бойе, об этом пишет В. Д. Кузьмина: «Он убедительно показал, что сюжет французского романа о Бове типичен для рыцарского романа, построенного на воинских подвигах, приключениях и любовной интриге». Внимание читателя притягивает любовная интрига между королевной Милитрисой (в третьей редакции повести) и Бовом, которая развивается достаточно активно на протяжении всего романа. Сам герой предстает перед читателем настоящим храбрецом, который борется с непокорными и неверными и готов умереть за сердце возлюбленной, попадает в различные передряги, даже вводит христианство в далеких странах, которые он посещает во время приключений. В переводных романах в XVII веке фокус внимания не сводился к христианству, поэтому в «Повести о Бове-королевиче» это описывается, как часть приключений героя.
В русских версиях текста нашли отражение быт и устройство общества того времени, потому что переводчики подстраивали некоторые реалии повести под социально-политический контекст Руси XVII века: «<…> в русские редакции Повести о Бове включаются элементы, отражающие русскую действительность, общественный и семейный быт XVII—XVIII вв.: строительство новой столицы по приказу молодого государя, вторичные похороны отца героя, описание празднеств, любовные сцены и т. п».
Изучая «Повесть о Бове-королевиче» многие исследователи ставят вопрос о взаимодействии письменных текстов (рукописей) и самобытных устных вариантов, потому что первая печатная версия повести появилась только во второй половине XVIII века.

## Повесть о Василии Златовласом
Повесть о Василии Златовласом — показательный пример того, как канонический герой рыцарских романов трансформируется, приобретая черты скорее героя плутовской новеллы, а сюжетная составляющая выходит на первый план. Помимо примера переработки героя, в повести можно проследить упомянутое выше заимствование фольклорных мотивов: так А. М. Панченко предлагает усмотреть сюжетное сходство повести с былиной о Соловье Будимировиче и Забаве Путятишне. Помимо былинных мотивов, в сюжете повести угадывается переработанный фольклорный сюжет о разборчивой невесте.

### Сюжет
Сын чешского короля Василий, сватаясь к французской принцессе Полиместре, посылает ей в подарок драгоценную чашу. Полиместра возмущена предложением руки от чеха — поданного французского короля и разбивает чашу вдребезги. Василий, разъяренный столь унизительным для себя поступком, выдумывает план мести — он инкогнито отправляется во Францию, и нанимается «гусельником» при дворе короля. Очаровав Полиместру своей игрой, ему удается заманить её в свои покои, где он избивает её плетьми и лишает невинности. После чего Василий оставляет Полиместре в подарок драгоценный венок « покидает Францию, оставив на воротах дворца записку, где сообщает о настоящей причине визита, и о том, что он сделал с Полиместрой.

„Великий королю Карлусъ! Ведомо тебъ буди: азъ — не Василий гуселникъ и не рабъ гостю Василию, но Чешския земли королевичь Василий Златовласый! Былъ у тебя во Францыи в рабе образе, проданъ былъ и служилъ тебе рабомъ для отмщения поругания твоего и для дщери твоей, прекрасной кралевны Полиместры. Егда я посылалъ к тебе полномочныхъ поклисарей, дабы ты далъ дщерь свою в жену мне, и ты не изволилъ отдать за меня в жену, и тогда твоя дщерь, кралевна, подарокъ мой, чашу мою златую, о землю розбила в мелкия штуки и называла она меня смердовым сыномъ. И за то она у меня в гостехъ была в доме моемъ — и поругана, и растлена, и билъ ея до воли своей, и спустиль ея з двора своего“— ПОВЕСТЬ ТВОРИМЪ О ВАСИЛИИ КОРОЛЕВИЧЕ ЗЛАТОВЛАСОМ ЧЕШСКИЯ ЗЕМЛИ И О ПОЛИМЕСТРЕ ЕВО ПРЕКРАСНОЙ КРАЛЕВНЕ ФРАНЧЮЖСКОЙ
Опозоренная принцесса умоляет отца отправить посланников в Чехию и уговорить Василия взять её в жены. Василий соглашается только после третьего визиа послов, когда французский король обещает сделать его наследником трона. История заканчивается счастливым браком Василия и Полиместры
Повесть о Василии Златовласом — показательный пример того, как канонический герой рыцарских романов трансформируется, приобретая черты скорее героя плутовской новеллы, а сюжетная составляющая выходит на первый план. Помимо примера переработки героя, в повести можно проследить заимствование фольклорныхмотивов: так Панченко предлагает усмотреть сюжетное сходство повести с былиной о Соловье Будимировиче и Забаве Путятишне». Василий далек от типичного героя рыцарского романа — несмотря на то, что, в повести «звучит» фольклорная тема «добычи невесты», главная задача героя — отомстить Полиместре за отвергнутые подарок и предложение, иначе — «отмщение смеха».

### Вопрос происхождения
Источник повести и язык оригинала до сих пор остаются предметом споров ученых. Так, например, В. П. Бударагин приводит обширный список трудов, посвященных как теории о польском и шведском оригинале повести, так и исследований, излагающих противоположную точку зрения.
Сам Бударагин в своей работе приводит несколько аргументов, объясняющих, почему мнение об польско-шведском происхождении повести о Василии Златовласом — ошибочно. Он обращает внимание свидетельства греческого влияния в тексте повести: имена персонажей и эпитет «златовласый», предположительно произошедший из греческого «ξανθό γένος» [буквально: белокурый род — эпитет, который греки использовали по отношению к себе и варварским народам]. Однако, Бударагин указывает, что аргументов недостаточно, чтобы считать повесть заимствованной из греческого оригинала, и скорее всего, повесть написана обрусевшим греком, или вовсе русским автором, знавшим греческий язык.

## «Повесть об Иване Пономаревиче»

### Общая информация
«Повесть об Иване Пономаревиче» (церк.-слав. «Повесть об Иване Пономаревиче, како имел брань с турскимъ салтаномъ») является примером произведения, при написании которого учитывались традиции как русского фольклора, так и перевода рыцарских романов. Оригинальная авантюрная повесть сохранилась в одном из списков первой четверти 17 века.

### Сюжет
Когда-то давно рядом с Турецкой землей при церкви жил пономарь Герман с женой и сыном Иваном, который был прекрасен, силен и умен. Однажды мимо проезжал турецкий посол Куарт и, заметив игру Ивана на гуслях, решил отвезти его в подарок султану. Посол отправил 200 человек, чтобы забрать Ивана силой, но тот побил всех чужаков, кроме двух. Турецкий глава послал с послом за богатырем ещё 10000 воинов. Когда Иван услышал об этом, он попрощался с родителями, оставил им одного из коней и поехал дальше бить всех турецких людей, в этот раз не оставив ни одного в живых. Далее он сближается с противником султана, королем аринарской земли Алиострогом, и женится на его дочери Клеопатре. После смерти её отца, занимает королевский пост. Далее происходит резкий сюжетный поворот: султан захватывает королевство, Клеопатра становится изменщицей и принимает врага, а Иван умирает. Позже главный герой восстает и мстит султану и Клеопатре. Повесть заканчивается воссоединением Ивана с семьей и новой женой.

И поимаша салтана и приведоша на королевский дворъ, и по совету князей и бояръ, Клеопатру с турскимъ салтаномъ сожгоша в струбе. Иван же привезе отца своего и матерь, и начаша добре жити. Не по мнозе времени преставися отец ево Герман, а Иванъ Пономаревичъ взялъ у князя великаго дочь за себя, и начя с нею жити, и приживе дети. И тако скончася повесть сия.— «Повесть об Иване Пономаревиче»
По ходу событий Пономаревич претерпевает несколько физических и волшебных изменений. Он превращается то в яблоню, то в быка, то в «славного селезня».

### Особенности
Автор, возможно, был «любителем западных рыцарских романов». Язык произведения не наполнен заимствованиями, но события повести разворачиваются на чужих землях: в Турции и «аринарской земле». У героев непривычные русскому читателю имена, например, Куарт, Алиострог, Клеопатра.
Отсылки к русскому фольклору указывают на русское происхождение, а компилятивность на западную традицию построения сюжета.
«Повесть об Иване Пономаревиче» содержит как бытовые, так и рыцарские мотивы. Автор «допускает здесь литературную скороговорку, немотивированность, художественный „произвол“».

## «Повесть о Петре Златых Ключей»

### Общая информация
«Повесть о Петре Златых Ключей» («Повести о храбром и славном рыцаре Петре Златых ключей и о прекрасной кралевне Магилене (Неаполитанской)») — произведение, которое относится к куртуазному жанру. Считается, что текст оригинала появился в XV веке во Франции (фр. Romant de Pierre de Provence et de la belle Maguellone de Naples). «Повесть о Петре Златых Ключей» в XVIII в. сначала распространяется среди мещан и дворян, а позже в XIX веке доходит и до крестьянского читателя, занимая, таким образом, важное место в истории отечественной литературы.

### Перевод
Изначально французский роман был подвержен множеству переводов на различные европейские языки. Так, польский перевод (польск. Historya o Magielonie królewnie neapolitańskiey) с немецкого стал базой для старорусской версии. Переводчик также решил добавить в название имя Петра в 1693 году, чего не было в европейских вариантах до этого. Русский перевод сохраняет в себе много от польского и немецкого изданий, например: польск. dwa klucze złote (рус.  два ключа златые); нем. Wolfang (рус. Волфанг). Примечательно, что имя одного из самых известных рыцарей Ланселота, читатель на Руси узнал именно из этого романа.

### История сюжета
Повесть о возлюбленных Петре и Магилене (Магалоне) является характерным примером переводного рыцарского романа, так как в его основе лежат сюжеты и мотивы, развитые во многих западно-восточных произведениях. Роман основывается на теме верной любви рыцаря к даме Магелене и строится вокруг сюжета, полного перипетий и поисков, «коллизии куртуазной любви»: возлюбленные постоянно разлучаются, но в итоге находят друг друга, несмотря на все преграды все равно остаются вместе. Петр Златых Ключей представляет собой героя, характерного для куртуазного жанра. В его характере есть «галантная чувствительность», которая сыграла большую роль в популярности произведения в Петербурге в эпоху Петровских ассамблей.

…и назвали его рыцарем Златых Ключев, потому что на шелму два ключа было золотых приделаны висящих.— «Повесть о Петре Златых Ключей»

## «Повесть о Брунцвике»

### Общая информация
«Повесть о Брунцвике» — рыцарский роман о хождениях вымышленного князя, переведенный с чешского языка. В основе сюжета лежит немецкая повесть XIII в., которая была переведена в Чехии в стихотворную форму в XIV веке. После повесть была переведена в прозу, образовав две народные книги — о Брунцвике и его отце Штильфриде. На русский язык была переведена только книга о Брунцвике уже во второй половине XVII века.

### Сюжет
Сюжет заключается в том, что князь отправляется в путешествие со своими спутниками, оставив свою жену на 7 лет для того, чтобы прославиться и удостоиться изображения льва на гербе. На своем пути он встречает трудности: морская буря, магнитная гора, огнедышащий змей и много других препятствий, ему противостоит стихии и силы природы.

### Особенности
Отличительная черта произведения — изображение личности главного героя. Во-первых, он не так героичен, как это было принято в литературной традиции того времени, он позволяет себе проявлять слабость и трусость, а одерживать победы ему помогают волшебные силы извне. Во-вторых, он лишен как социальных, так и национальных примет.
Роман был популярен на Руси, поскольку в нём были элементы, знакомые русскому человеку из устной книжной литературы, такие как мотив дружбы человека со львом, а также ситуация, в которой муж оказывается на свадьбе собственной жены.
Текст выделяется среди других, поскольку до этого на Руси не знали произведения, в котором хождения осуществляются на фантастические, несуществующие земли. Элементы фантастики встречались в памятниках литературы и ранее, однако впервые не другие люди, а окружающий мир противостоит герою как полноценный персонаж. Отсюда вытекает проблематика произведения — конфликт человека и природы. Видя, что князь испытывает страх и не может справиться со стихией, читатель понимает, что любой человек, вне зависимости от положения в обществе, не в силах побороть природу.
На сегодняшний день известно 35 списков одомашненных переводов романа, в которых стираются элементы заграничной культуры (например, «чешская» страна стала «некой», «великой» и даже «франчужской»).